# 五聯駅
五聯駅（ごれんえき）は、中華人民共和国浙江省杭州市西湖区文新街道文三西路に位置する杭州地下鉄19号線の駅である。

## 歴史
当初の環境アセスメント段階では、換気用立坑のみの簡易的な設備として計画されたが、施工の段階になってから駅施設としての計画に変更され、旅客駅として建設された。施工当初の仮名称は「西文区間風井」であった。
- 2023年11月30日：開業[3]。

## 駅構造
島式ホーム1面2線を有する地下駅。

### のりば
案内上ののりば番号は設定されていない。
| 路線     | 方向 | 行先                                          |
| -------- | ---- | --------------------------------------------- |
| ■ 19号線 | 下り | 火車西站・苕渓方面                            |
| ■ 19号線 | 上り | 火車東站（東広場）・ 蕭山国際機場・永盛路方面 |

（出典：五联站站内空间示意图）

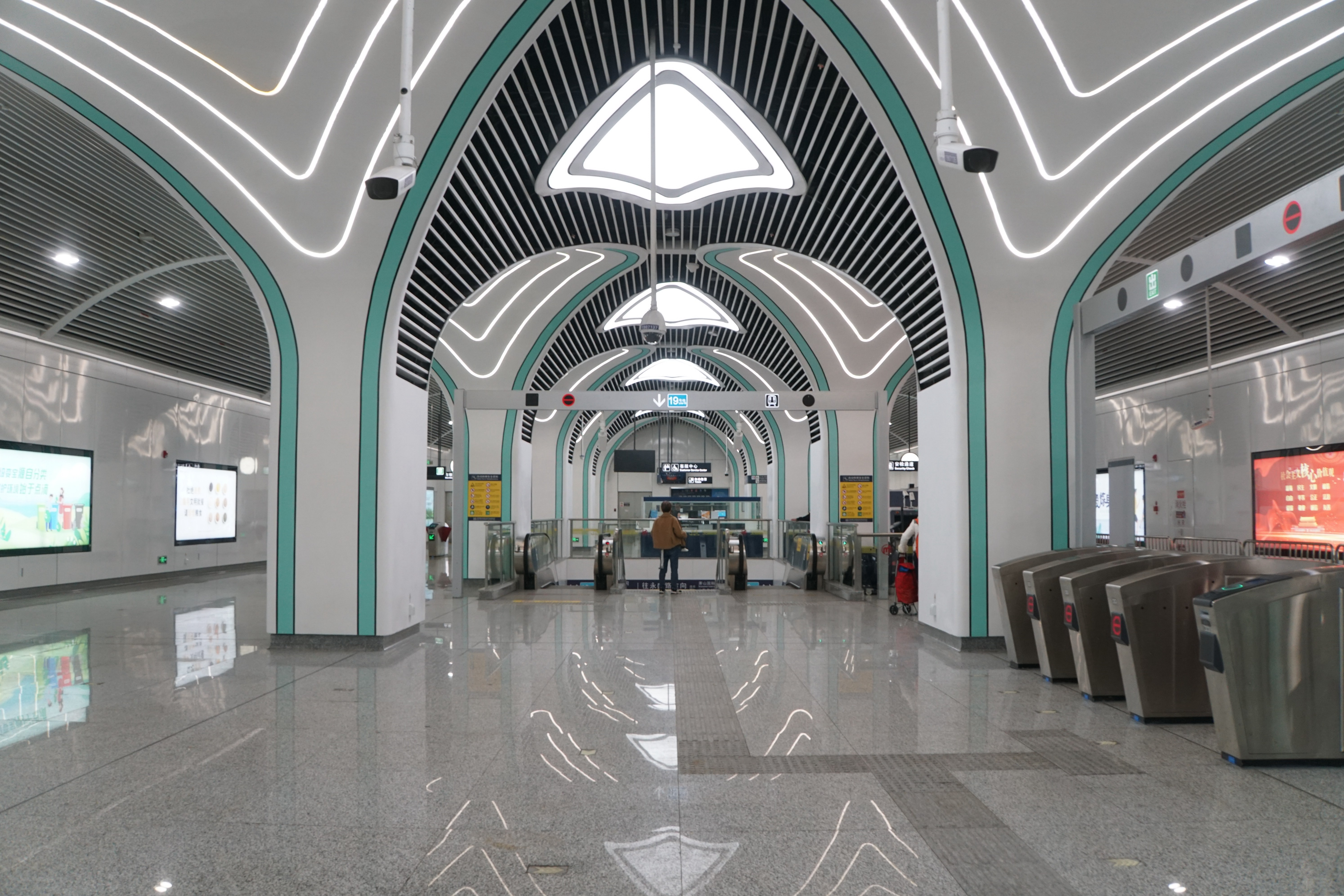
コンコース
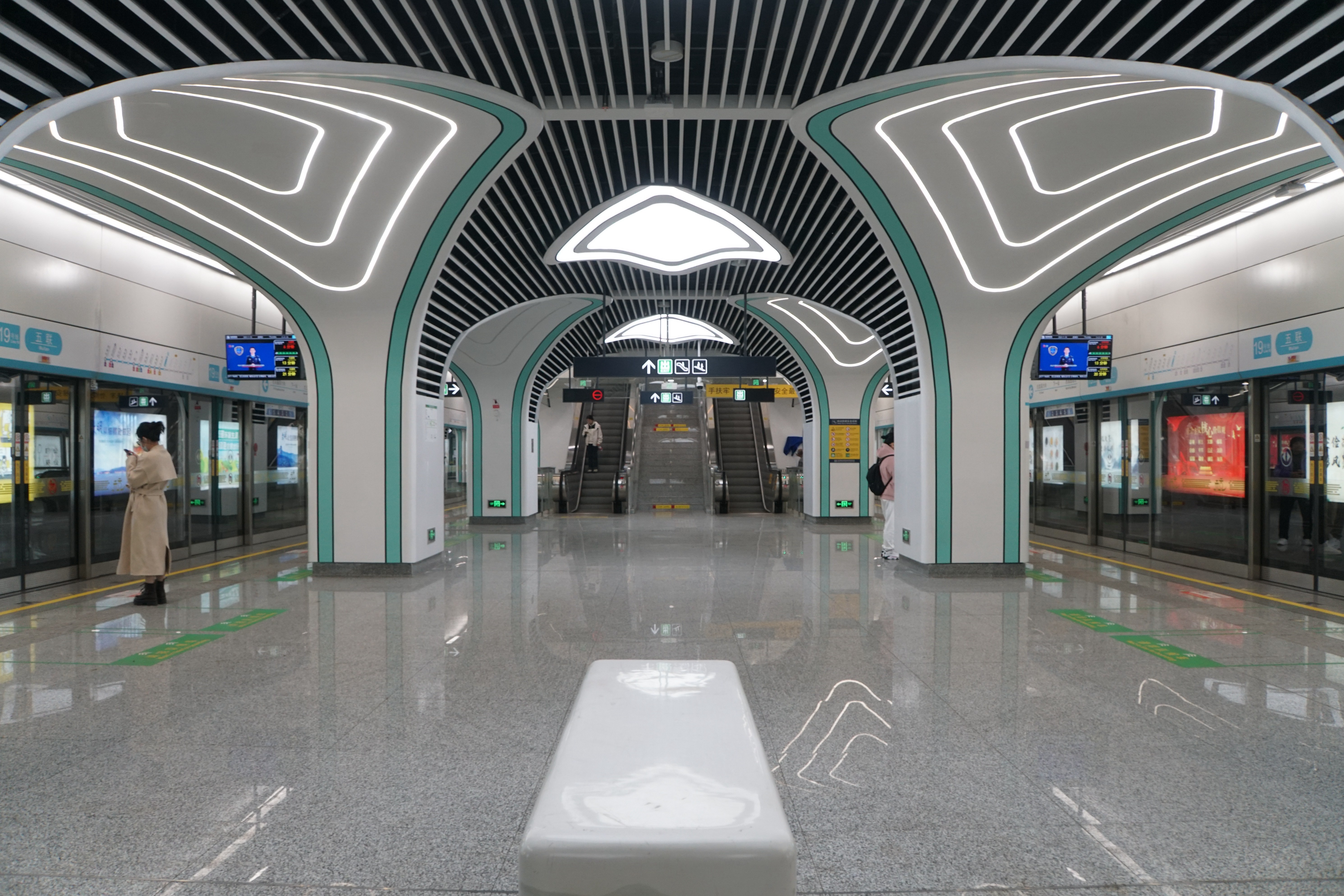
ホーム
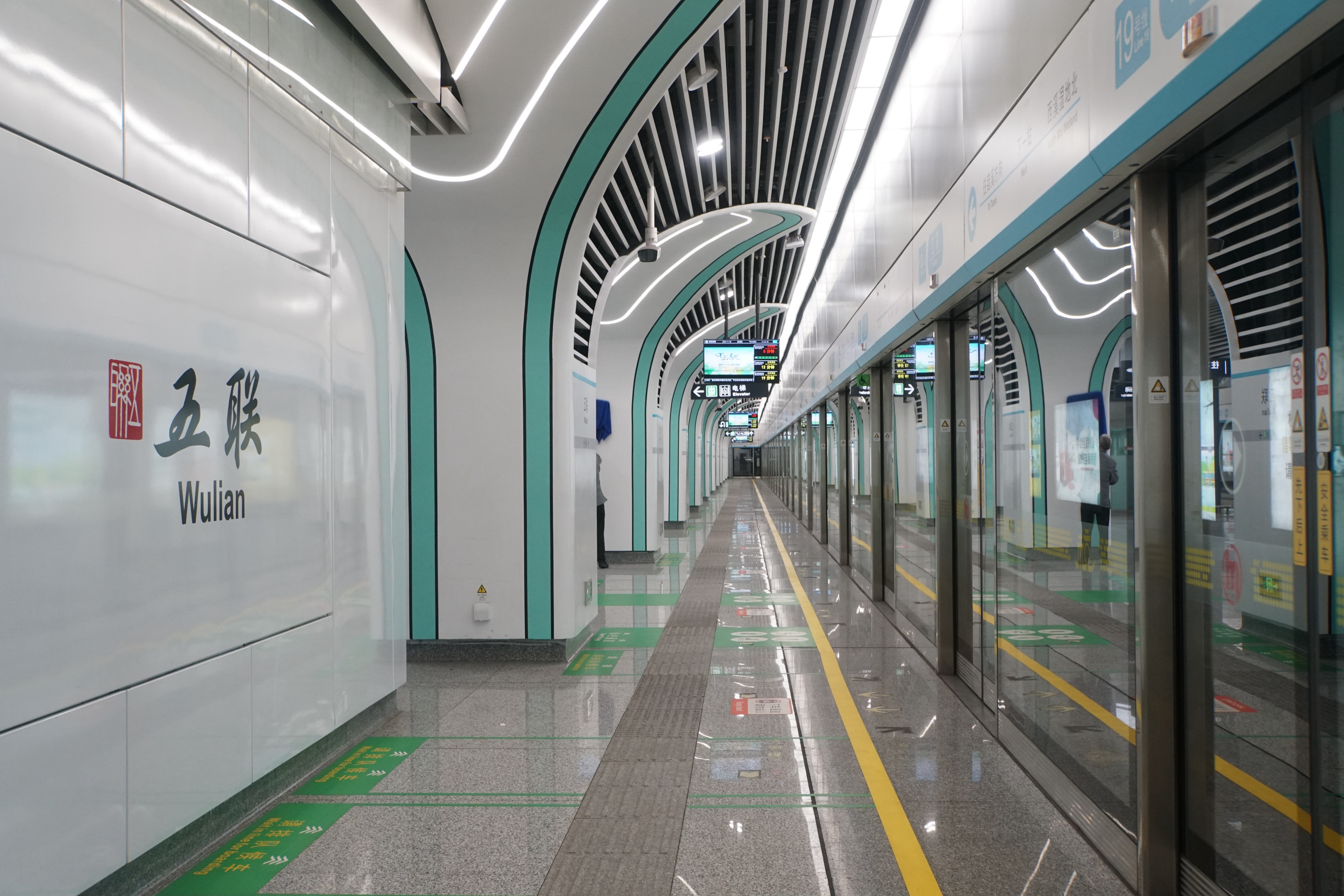
ホーム

## 駅周辺
- 五聯西苑
- 雲桂花園
- 文化新村
- 金欣レジデンス
- 金都花園
- 金海レジデンス
- 丹楓新村
- 金田花園
- 古墩路115号小区
- 丹桂花園
- 金桂花園
- 康楽新村
- 康楽香港城
- 西城新座
- 紫金レジデンス
- 嘉禾花苑

## 隣の駅
杭州地下鉄
■ 19号線
西渓湿地北駅 - 五聯駅 - 文三路駅